# Forças Terrestres da Coreia do Norte

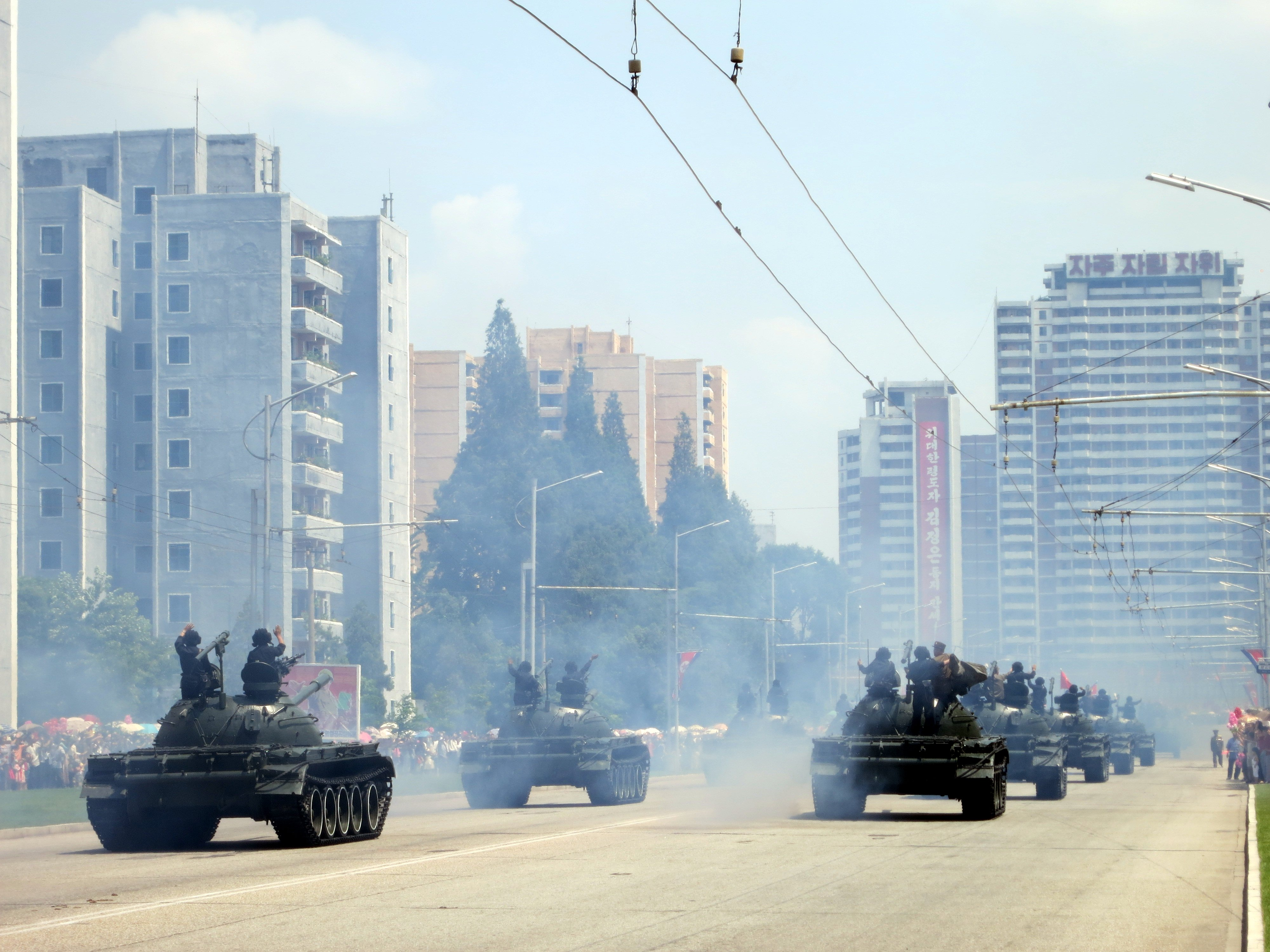
Tanques de guerra norte-coreanos numa parada militar em Pyongyang.

As Forças Terrestres da Coreia do Norte são um ramo militar das Forças Armadas da República Democrática Popular da Coreia. O seu comandante-em-chefe é atualmente Kim Jong-un, filho e sucessor de Kim Jong-il após a sua morte em 2011.
Boa parte das tropas e equipamentos militares norte-coreanos estão localizados perto da zona desmilitarizada, na fronteira com a Coreia do Sul. Assim como o restante das forças armadas do país, a maioria de seus equipamentos é sucateado. Vários veículos estão em operação desde a Guerra da Coreia e outros são sobras e excedentes vindos da antiga União Soviética. Apesar das unidades de elite estarem bem armadas e preparadas, a maioria das tropas (formadas por conscritos) estão em condições limitadas.

## Galeria

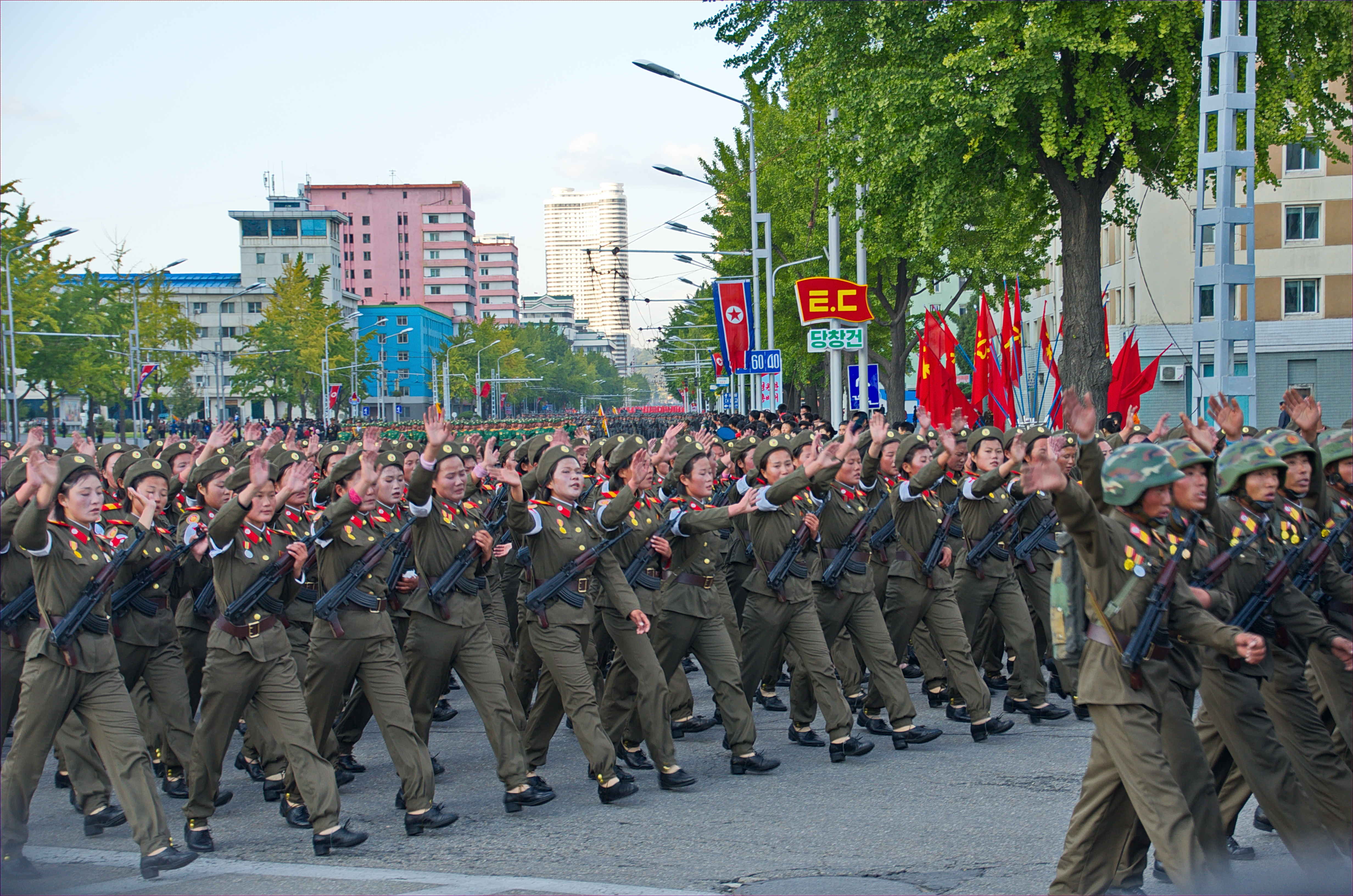
Tropas norte-coreanas durante um desfile militar.
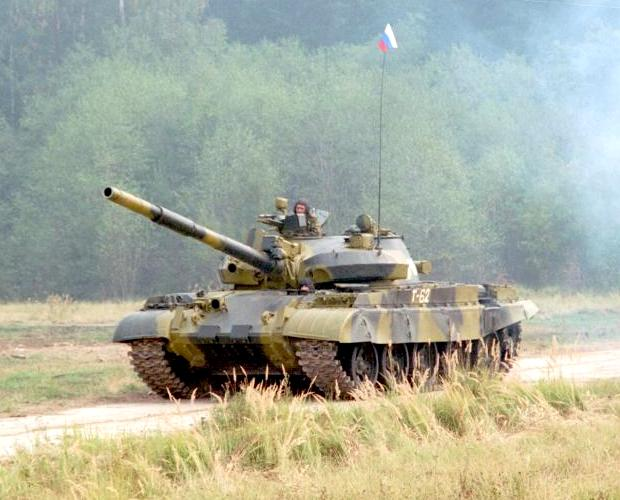
Ao menos 800 T-62 servem no Exército Norte-coreano.
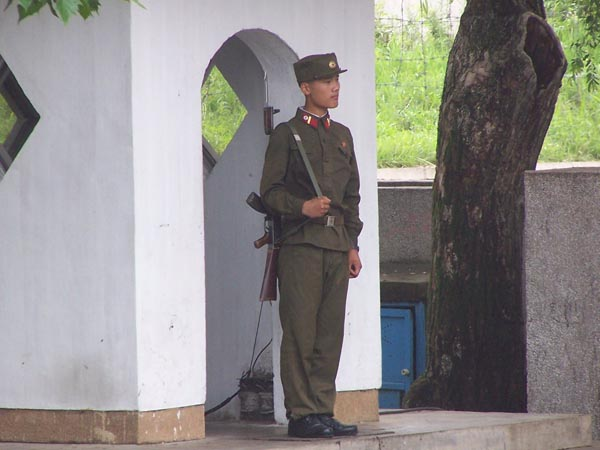
Um soldado da Coreia do Norte.
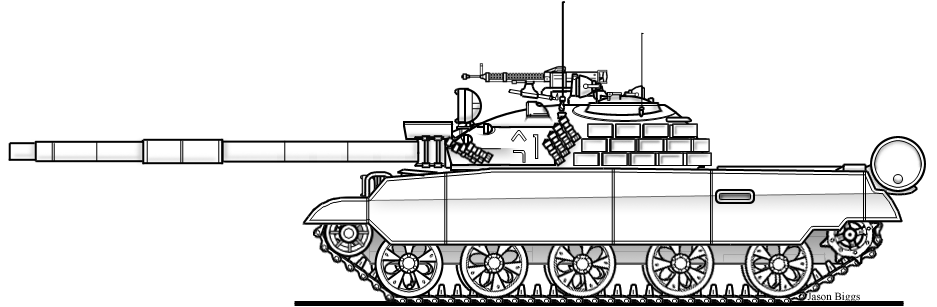
A planta de um tanque Chonma-ho de fabricação norte-coreana.
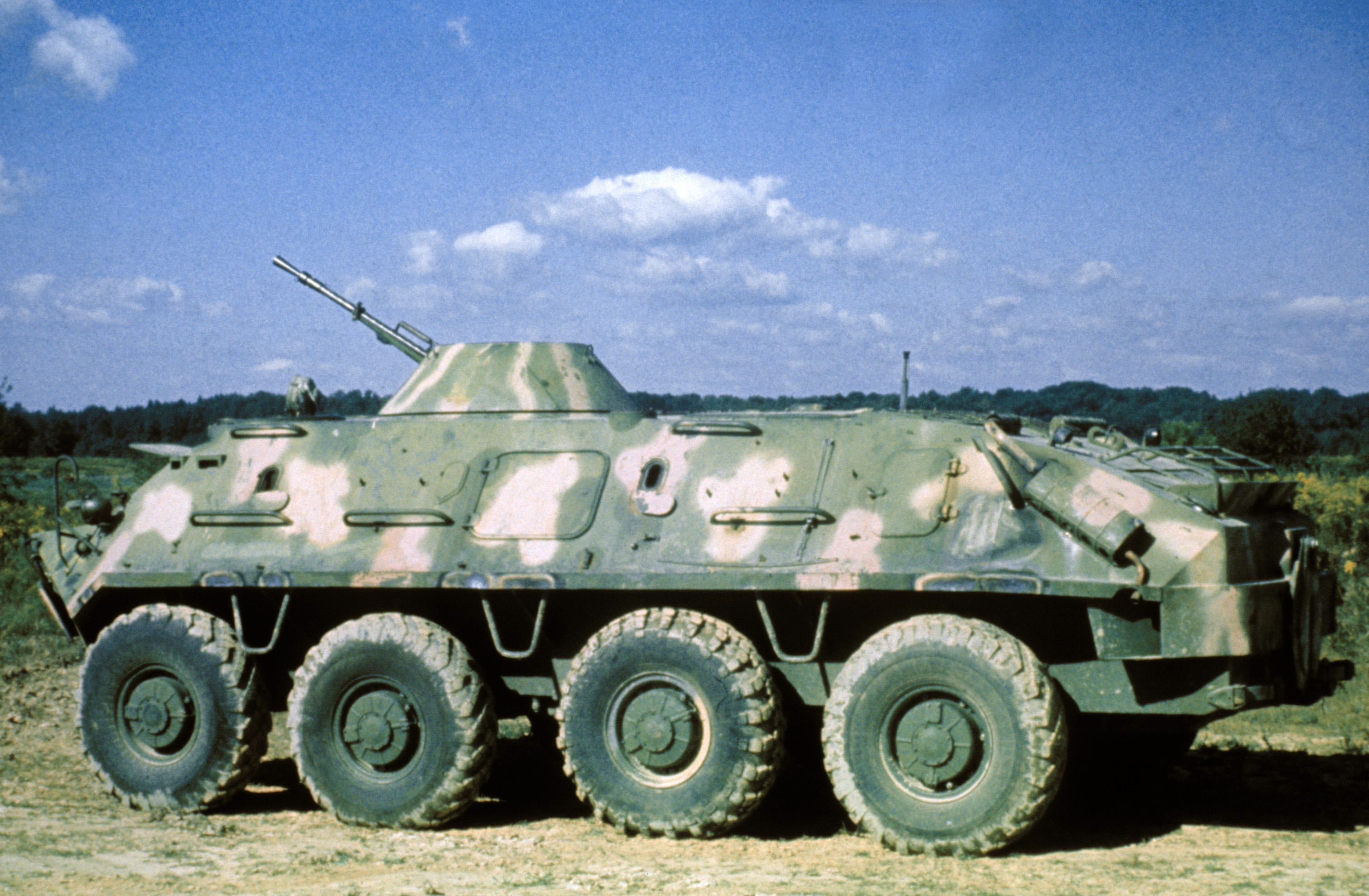
Um BTR-60 de fabricação soviética, modelo usado pelos norte-coreanos.
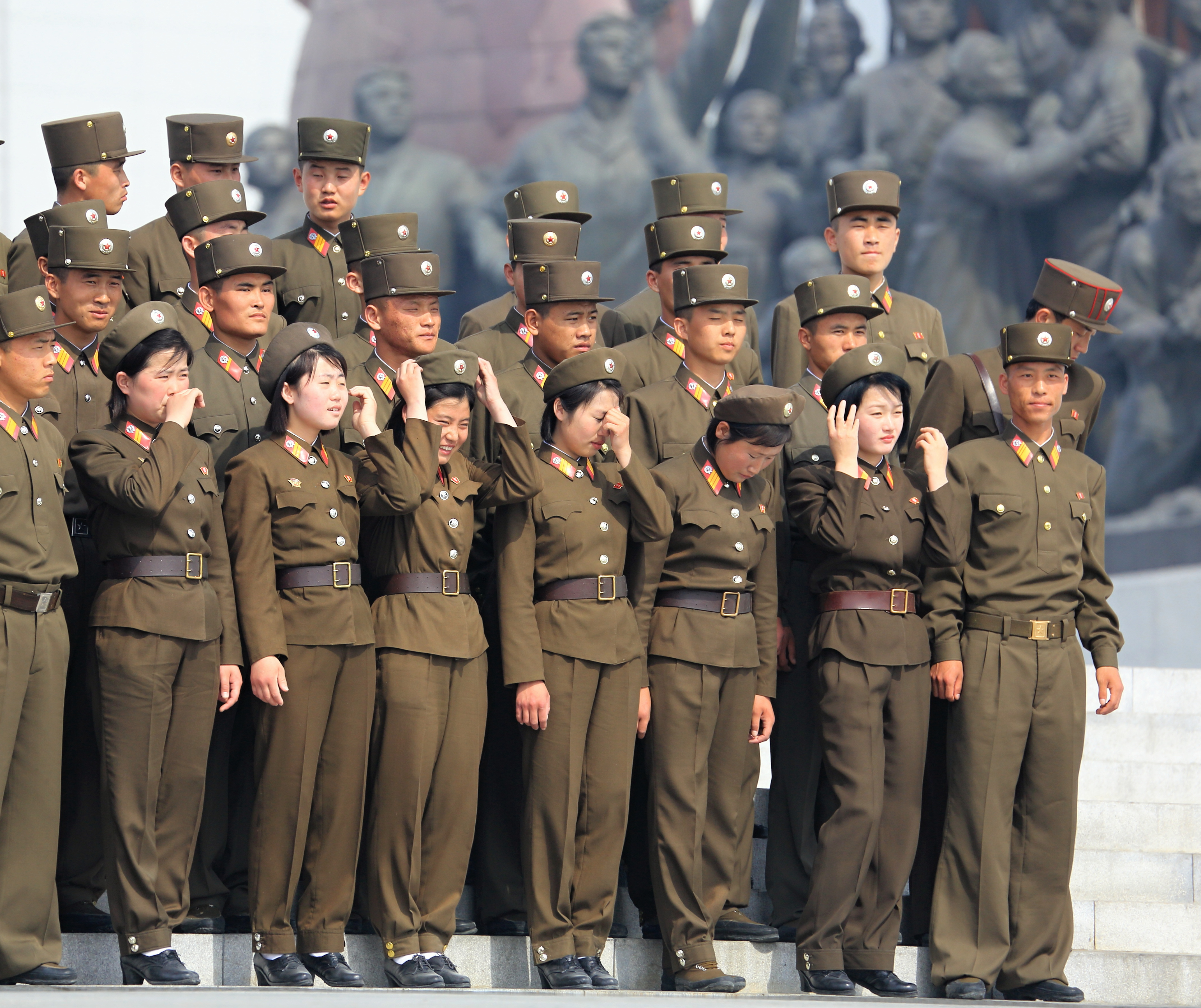
Soldados da Coreia do Norte.